# NGC 5668
NGC 5668 هي مجرة تتبع كوكبة العذراء. اكتشفها ويليام هيرشل في 29 أبريل 1786.

## روابط خارجية
- NGC 5668 على موقع ويكي سكاي: DSS2, SDSS, GALEX, IRAS, Hydrogen α, X-Ray, Astrophoto, Sky Map, Articles and images